# Glockturm
Glockturm – szczyt w Alpach Ötztalskich, części Centralnych Alp Wschodnich. Leży w Austrii w kraju związkowym Tyrol. Od zachodu szczyt przykrywa lodowiec Gepatsch. Jest to najwyższy szczyt podgrupy Alp Ötztalskich - Glockturmkamm.
Szczyt można zdobyć drogami ze schroniska Hohenzollernhaus (2132 m). Pierwszego wejścia dokonał Pöltinger w 1853 r.